# Tatiana Fedorovna Shchapova
Tatiana Fedorovna Shchapova (1902-1954) est une phycologue soviétique, docteur en sciences biologiques.

## Biographie
Malgré la tuberculose qui se fit sentir pendant de nombreuses années, Tatiana Shchapova participa à des expéditions dans les mers du nord (Barents et Mer Blanche), du sud et de l'est de l'Union soviétique.
Elle a également participé à des expéditions sur les côtes de la mer japonaise autour de l'île Sakhaline.
Pendant la Seconde Guerre mondiale, elle ne put travailler dans sa spécialité mais dans le laboratoire de l'Institut de l'aviation de Tachkent (Ouzbékistan). 
Après la guerre, en 1948, elle soutient sa thèse de doctorat sur le thème Répartition géographique et répartition des ordres Laminariales, Fucales et Desmarestiales dans le Pacifique Nord. Elle y fait une conclusion importante en affirmant que « la flore de l'Arctique est d'origine post-glaciaire et, par conséquent, est assez jeune ».
Sur la question de la distribution bipolaire des algues, elle a prouvé que certaines de leurs espèces sont d'origine méridionale. 
Elle est décédée en 1954 dans un accident d'avion près de Novossibirsk.

## Hommage
Le genre d'algues brunes Stschapovia (d), qui donne son nom à la famille des Stschapoviaceae, est nommé en l'honneur de T. F Shchapova. La seule espèce de ce genre, Stschapovia flagellaris (d), est répertoriée dans le Livre rouge de la fédération de Russie. 

## Principales publications
Auteur exclusive :
- Végétation du fond des baies nord-est de la mer Caspienne - Komsomolets (Dead Kultuk) et Kaydak. Botanical journal, vol. 23, 1938
- Distribution amphi-pacifique de certaines espèces d'algues brunes. Rapports de l'Académie des sciences de l'URSS, vol. 52, 1946

Avec M.S. Kireeva MS. :
- Végétation inférieure de la partie nord-est de la mer Caspienne. Bul. MOIP, dép. Biologie, vol. 23, 1939
- Stocks et pêcherie d'herbes marines. Pêch, vol. 23, 1939

Avec V.B. Vozzhinskaya :
- Algues de la zone littorale de la côte ouest de Sakhaline. Actes de l'Institut d'océanologie de l'Académie des sciences de l'URSS, vol. 34, 1960